# Justin Dumais
Justin William Bek Dumais (Oxnard, 13 de agosto de 1978) es un deportista estadounidense que compitió en saltos de trampolín. Es hermano del también saltador Troy Dumais.
Ganó una medalla de bronce en el Campeonato Mundial de Natación de 2005 y una medalla de bronce los Juegos Panamericanos de 2003.

## Palmarés internacional
| Campeonato Mundial   | Campeonato Mundial              | Campeonato Mundial | Campeonato Mundial   |
| Año                  | Lugar                           | Medalla            | Prueba               |
| -------------------- | ------------------------------- | ------------------ | -------------------- |
| 2005                 | Montreal (Canadá)               | Medalla de bronce  | Trampolín 3 m sincro |
| Juegos Panamericanos |                                 |                    |                      |
| Año                  | Lugar                           | Medalla            | Prueba               |
| 2003                 | Santo Domingo (Rep. Dominicana) | Medalla de bronce  | Trampolín 3 m sincro |